# Geoscincus haraldmeieri
Geoscincus haraldmeieri är en ödleart som beskrevs av  Böhme 1976. Geoscincus haraldmeieri ingår i släktet Geoscincus och familjen skinkar. IUCN kategoriserar arten globalt som akut hotad.
Artens utbredningsområde är Nya Kaledonien. Inga underarter finns listade i Catalogue of Life.